# Dubiaranea atrolineata
Dubiaranea atrolineata là một loài nhện trong họ Linyphiidae. Loài này được phát hiện ở Colombia.